# Josef Jebavý
Josef Jebavý (* 20. září 1947) je bývalý český fotbalista, záložník. Po skončení aktivní kariéry působil jako trenér.

## Fotbalová kariéra
V československé lize hrál za Slavii Praha. Nastoupil v 98 ligových utkáních a dal 19 ligových gólů. V Poháru vítězů pohárů nastoupil ve 2 utkáních a v Poháru UEFA také ve 2 utkáních. Do Slavie přišel z LIAZ Jablonec a odešel do Baníku Příbram.

## Ligová bilance
| Ročník                                     | Zápasy | Góly | Klub          |
| ------------------------------------------ | ------ | ---- | ------------- |
| 1. československá fotbalová liga 1973/1974 | 15     | 3    | Slavia Praha  |
| 1. československá fotbalová liga 1974/1975 | 29     | 8    | Slavia Praha  |
| 1. československá fotbalová liga 1975/1976 | 30     | 5    | Slavia Praha  |
| 1. československá fotbalová liga 1976/1977 | 17     | 3    | Slavia Praha  |
| 1. československá fotbalová liga 1977/1978 | 7      | 0    | Slavia Praha  |
| Česká národní fotbalová liga 1978/1979     | 26     | 11   | Baník Příbram |
| CELKEM 1. liga                             | 98     | 19   |               |